# Garaje Storm
Garaje Storm war ein spanischer Hersteller von Automobilen.

## Unternehmensgeschichte
José Boniquet Riera, der zuvor JBR leitete, gründete 1924 in Barcelona ein neues Unternehmen und begann mit der Produktion von Automobilen. 1925 endete die Produktion.

## Fahrzeuge
Das einzige Modell 6/8 HP war mit einem Vierzylindermotor von Ruby mit 969 cm³ Hubraum ausgestattet. Die Karosserien waren meistens zweisitzig, boten aber mehr Luxus als die früheren JBR-Modelle.